# Kemai
Kemai ist eine antike Vasengattung aus Kampanien.
Die Vasen der Kemai-Gattung werden ins späte 4. und frühe 3. Jahrhundert v. Chr. datiert. Die Gattung wurde nach der Inschrift Kemai auf einer der zugehörigen Vasen benannt, die sich heute im British Museum befindet. Die dominierende Gefäßform erinnert an Stamnoi, besitzt jedoch senkrechte Henkel, scharf eingezogene Gefäßschultern und ausladende Lippen. Da sich häufig auch Deckel erhalten haben, werden die Gefäße von vielen Wissenschaftlern auch den Pyxiden zugeordnet. Die Verzierung besteht aus ornamentaler Bemalung. Gezeigt werden Palmetten, Kreuzmuster, Wellenlinien, Punktmotive, Efeuranken und Ähnliches. Die Dekorationen finden sich vor allem auf der Schulter der Gefäße und auf dem Deckel. Der Rest bleibt zumeist tongrundig. Häufig wird weiße Zusatzfarbe verwendet.